# Dorota Heidrich
Dorota Ewa Heidrich (Heidrich-Hamera, ur. 18 stycznia 1977) – polska badaczka stosunków międzynarodowych, wykładowczyni Uniwersytetu Warszawskiego.

## Życiorys
W 2000 ukończyła z wyróżnieniem studia w zakresie stosunków międzynarodowych na Uniwersytecie Warszawskim; praca magisterska pt. Watykan wobec wybranych problemów i wydarzeń politycznych na świecie w latach 1922–2000. Studiowała także podyplomowo wiedzę o krajach rozwijających się. W 2004 obroniła napisaną pod kierunkiem Grażyny Michałowskiej pracę doktorską w specjalności nauki o polityce pt. Międzynarodowa ochrona uchodźców wewnętrznych. Aspekty prawne i praktyka. W 2020 habilitowała się na podstawie osiągnięcia naukowego pt. Sprawiedliwość okresu przejściowego w stosunkach międzynarodowych – geneza, ewolucja, znaczenie.
Zawodowo związana od 2004 z Instytutem Stosunków Międzynarodowych UW, od 2016 do 2019 tamże zastępczyni dyrektora ds. dydaktycznych. Po reorganizacji w 2019 zatrudniona w Katedrze Dyplomacji i Instytucji Międzynarodowych Wydziału Nauk Politycznych i Studiów Międzynarodowych UW. Profesor wizytująca w Sichuan University (2018–2019) oraz Uniwersytecie Ruhry w Bochum (2019).
Jej zainteresowania naukowe obejmują: migracje przymusowe (uchodźcy, IDPs), problematykę współpracy rozwojowej, transitional justice, międzynarodowe organizacjami międzyrządowe i pozarządowe.

## Publikacje książkowe
- Dorota Heidrich-Hamera: Międzynarodowa ochrona uchodźców wewnętrznych : aspekty prawne i praktyka. Warszawa: Wydawnictwa Uniwersytetu Warszawskiego, 2005. ISBN 83-235-0023-1. Brak numerów stron w książce
- The legacy of crimes and crises : transitional justice, domestic change and the role of the international community. Klaus Bachmann, Dorota Heidrich. Frankfurt am Main: Peter Lang Edition, 2016. ISBN 978-3-631-66172-7. Brak numerów stron w książce
- Dorota Heidrich: Mechanizmy sprawiedliwości okresu przejściowego w stosunkach międzynarodowych : studium przypadku Kosowa. Warszawa: Dom Wydawniczy Elipsa, 2019. ISBN 978-83-8017-254-8. Brak numerów stron w książce